# 國立臺中教育大學圖書館
國立臺中教育大學圖書館（英文：National Taichung University of Education Library）是國立臺中教育大學的圖書館，位於該校校本部的求真樓與忠毅樓之間，提供書籍等資料借閱、電腦使用、討論室使用、參考諮詢等服務並舉行講座、讀書會等活動，存有大量教育相關書籍等資料以及歷年國小教科書，大部分館藏為開架式存放，為中部大學圖書館聯盟（页面存档备份，存于）成員。
館內行政組織為館長下轄採編組、閱覽典藏組、參考服務組、系統資訊組共四組。

## 館舍
圖書館為地上五樓、地下一樓的建築，各樓層配置如下，斜體字為館員工作區域：
- 地下室：多功能閱覽室（兒童書區）、中外文參考書、西文期刊合訂本、臺灣日日新報、外校論文、罕用書區
- 一樓：資訊檢索區、現期期刊區、閱報區、新書展示區、討論室、服務台、流通櫃臺、閱覽典藏組辦公室
- 二樓：參考室、中日文期刊合訂本、過期報紙、師培圖書專區、教師指定參考書、教師升等著作、國小教科書、校內出版品、輿圖、四庫全書、善本圖書、參考服務組辦公室（參考諮詢）、舊版國小教科書專室（閉架式存放）、館長室
- 三樓：中日文書庫（000-599類）、佛光山人間佛教研究叢書、特藏室（閉架式存放）、採編組辦公室
- 四樓：中日文書庫（600-999類）、經典好書區、大書區、中文博碩士論文、會議室
- 五樓：西文書庫（000-999類）、經典好書區、西文博碩士論文、多媒體視聽室、系統資訊組辦公室